# Шубиц, Янез
Янез Шубиц (словен. Janez Šubic; 1850—1889) — словенский художник, один из представителей словенского академизма.

## Биография
Родился 26 октября 1850 года, брат Юрия Шубица.
Начальное художественное образование получил у своего отца — Стефана Шубица (Štefan Šubic). Затем учился в мастерской Janez Wolf в городке Šentvidu недалеко от Любляны. Позже обучался в Академиях живописи в Венеции и Вене, после чего стал жить в Праге, а в 1884 году поселился в Кайзерслаутерне, Германия. Стал профессором живописи.
Умер 25 апреля 1889 года в Кайзерслаутерне.

## Труды
Янез Шубиц — автор алтарных картин, стенных росписей (в Национальном театре в Праге, 1881—1883), портретов и жанровых композиций. Участвовал в росписи Национального музея Словении. Его работы находятся как в Словении, так и за рубежом.

Некоторые работы
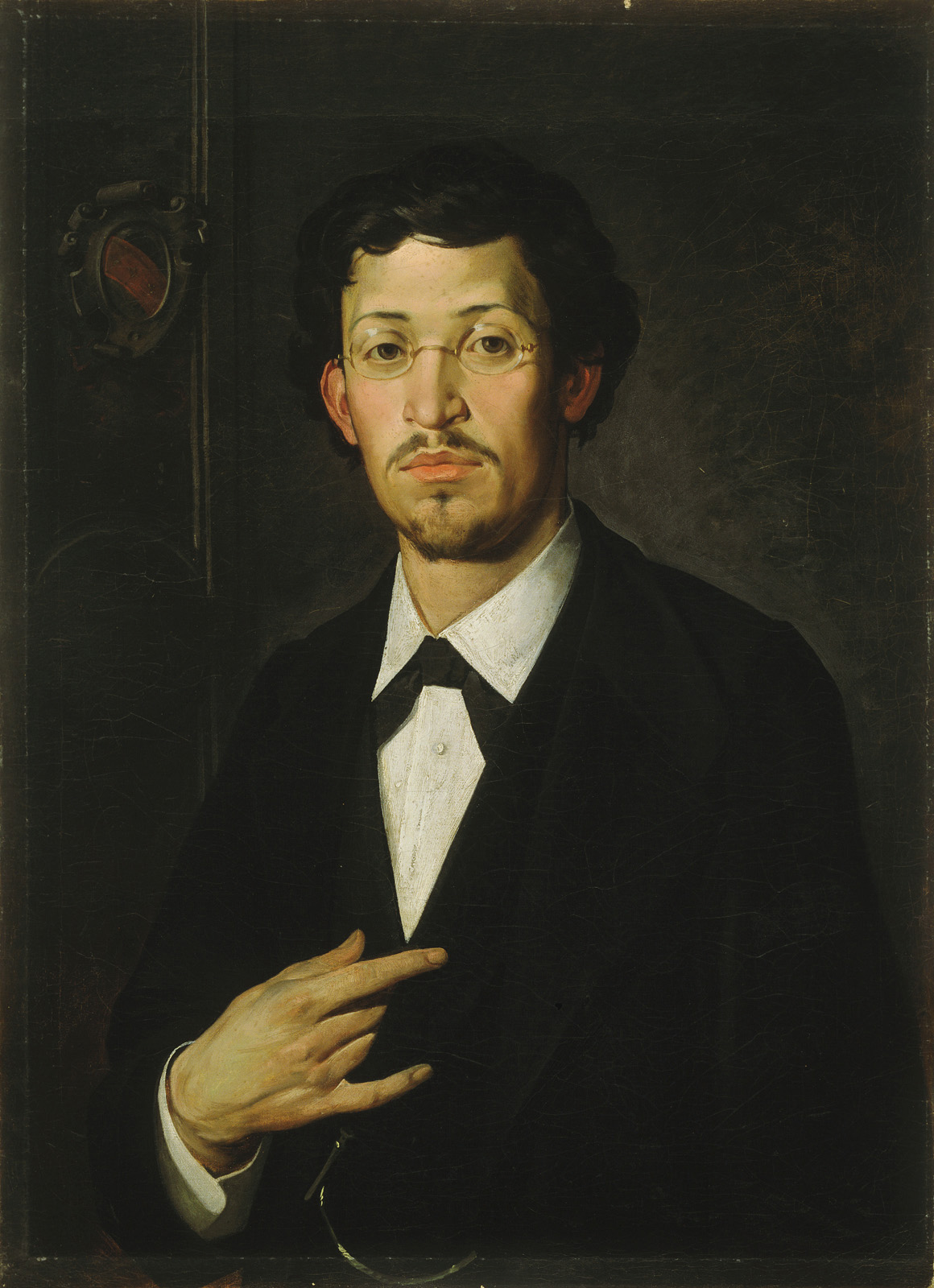
Ivan Bratranec
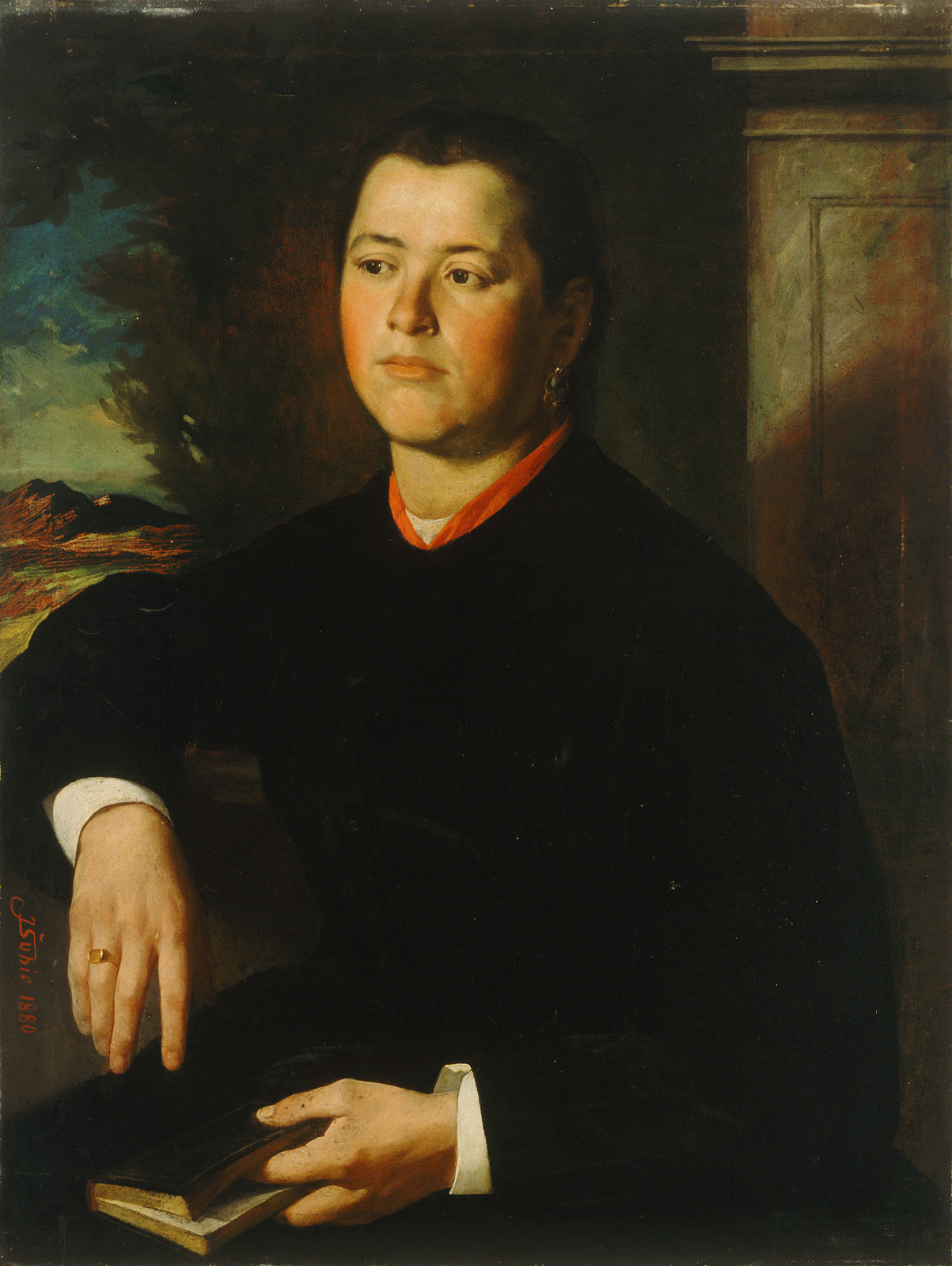
Sestra Mica
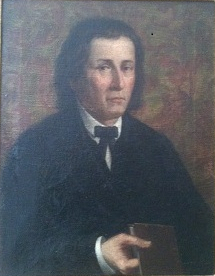
France Prešeren